# Wolf WR5
Der Wolf WR5 ist ein Formel-1-Rennwagen, den Harvey Postlethwaite Anfang 1978 für das kanadische Team Walter Wolf Racing entwickelte.
Insgesamt wurden zwei Chassis gebaut, die in der zweiten Hälfte der Saison 1978 im Werksteam zum Einsatz kamen. Der Wolf-Nomenklatur folgend wurde der zweite Wagen als WR6 bezeichnet, war aber mit dem WR5 identisch. Alle Fahrzeuge wurden von einem Cosworth-DFV-Motor angetrieben.

## Geschichte

### Hintergrund
Zu Beginn der Formel-1-Saison 1976 hatte der austro-kanadische Unternehmer Walter Wolf einen Mehrheitsanteil am Rennstall Frank Williams Racing Cars erworben und ihn mit großen Teilen des Inventars von Hesketh Racing, das Ende 1975 trotz eines vielversprechenden Fahrzeuges und guten Ergebnissen aus finanziellen Gründen den Rennbetrieb als Werksteam einstellen musste, verschmolzen. Zum Ende der erfolglosen Saison trat Williams auf seinem Rennstall endgültig aus und verkaufte die restlichen Anteile an Wolf, der das Team zu Walter Wolf Racing umformte. Harvey Postlethwaite, der seit 1973 für Hesketh entwickelt hatte, blieb im Team und wurde von Wolf beauftragt, für die Formel-1-Saison 1977 ein komplett neues Fahrzeug zu entwickeln. Der Wolf WR1 wurde zu einem Überraschungserfolg und Fahrer Jody Scheckter bescherte dem Team insgesamt drei Siege und sechs weitere Podestplätze. Anfang der Formel-1-Saison 1978 war der Wagen aber deutlich ins Hintertreffen geraten und den Fahrzeugen der Spitzenteams wie Tyrrell, Ferrari und Lotus unterlegen. Bereits nach dem ersten Saisonlauf in Brasilien entschloss sich die Teamführung um Walter Wolf, das zukunftsweisende Aerodynamikkonzept (Wing Car) des Lotus 78 als einer der ersten Konkurrenten zu kopieren und einen Entwicklungsvorsprung vor dem Rest des Feldes aufzubauen. Postlethwaite begann kurz darauf die Arbeiten am neuen Wagen.

### WR5 und WR6 (1978)
Der WR5 war im Vorfeld des Großen Preises von Monaco 1978 fertiggestellt worden. Jody Scheckter testete den Wagen im Training, wechselte für das Rennen aber auf den bewährten Wolf WR1 zurück, da die Fahreigenschaften des neuen Wagens auf der engen und verwinkelten Strecke von Monte-Carlo keinen Vorteil boten. So gab der WR5 sein Renndebüt erst beim nächsten Lauf, dem Großen Preis von Belgien in Zolder. Zeitgleich startete Mario Andretti aber auch erstmals mit dem Lotus 79, bei dem das aerodynamische Konzept des 78 deutlich verfeinert worden war und der im Vergleich noch einmal deutlich an Schnelligkeit gewonnen hatte. Dadurch war der Wolf WR5 bereits bei seinem ersten Renneinsatz veraltet. Scheckter qualifizierte sich auf den fünften Startplatz, zwei Sekunden langsamer als Andretti auf der Pole-Position. Ronnie Peterson im älteren Lotus 78 startete zwar als Siebter hinter Scheckter, war im Rennen aber ebenfalls klar überlegen und überholte ihn bereits in der achten Runde. Anschließend fuhr Scheckter ein ereignisloses Rennen, drehte sich in Runde 53 von der Strecke und musste das Rennen vorzeitig beenden.
Im Laufe der Saison konnte Walter Wolf Racing den Wagen insofern weiterentwickeln, dass es für Jody Scheckter möglich wurde, mit den Fahrzeugen von Ferrari, Tyrrell und Brabham den Kampf um Punkt- und teilweise auch Podestplätze aufzunehmen. Gleich beim nächsten Rennen in Spanien erzielte er als Vierter die ersten WM-Punkte mit dem WR5. Auf gleicher Augenhöhe oder gar überlegen war der Wagen aber nie. An der Spitze war Lotus war mit den beiden 79 uneinholbar und gewann praktisch konkurrenzlos beide Meisterschaftstitel. Beim Großen Preis von Deutschland fuhr Scheckter als Zweiter den ersten von insgesamt drei Podestplätzen mit dem WR5 heraus. Er profitierte dabei aber oft von Ausfällen oder technischen Problemen bei der Konkurrenz. Für die beiden nordamerikanischen Läufe in den USA (Ost) und in Kanada wurde das zweite Chassis für Bobby Rahal gemeldet. Während Scheckter die Rennen als Dritter bzw. Zweiter auf dem Podium beendete, erreichte sein Teamkollege keine Erfolge. 
Am Ende der Saison belegte Walter Wolf Racing mit 24 Punkten den fünften Rang der Konstrukteure. Davon wurden insgesamt 20 mit dem WR5/WR6 erzielt. Scheckter verließ das Team anschließend und ging zur Scuderia Ferrari – der als Ersatz verpflichtete James Hunt passte aber nicht in das Cockpit des WR5, weswegen für die Formel-1-Saison 1979 mit dem Wolf WR7 kurzfristig ein neues Fahrzeug konstruiert werden musste. So kamen die WR5/WR6 in der Formel zu keinem weiteren Renneinsatz mehr. Der WR5 diente lange Zeit als Ausstellungs- und Werbefahrzeug, während der DN6 an Theodore Racing vermietet wurde und mit Dave Kennedy am Steuer 1979 in der Aurora-AFX-Formel-1-Serie den zweiten Platz belegte. Später ging er in Sammlerhand über.

## Technik

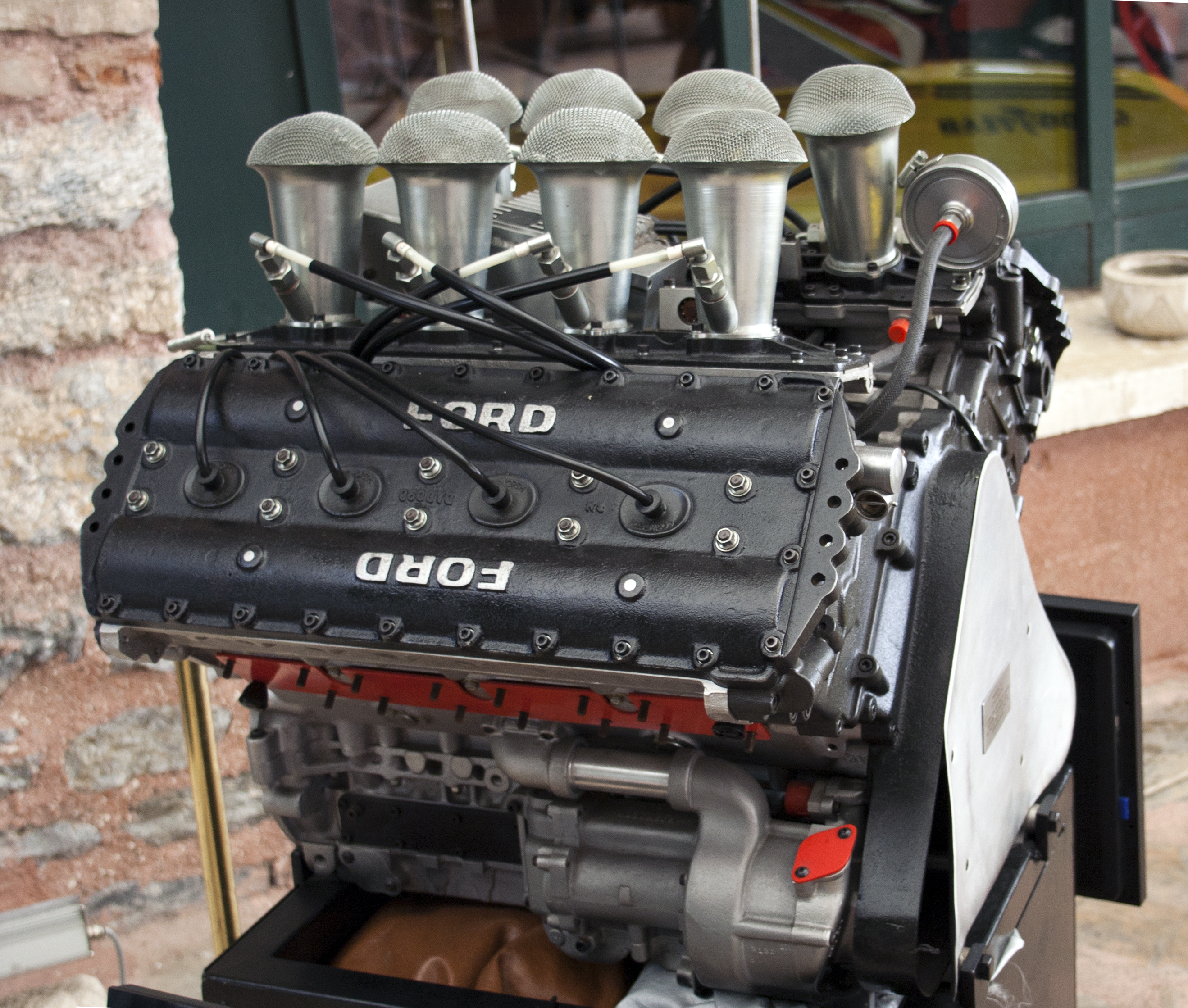
Cosworth-DFV-Motor, 1980

Der WR5 löste die WR1-4 von 1977 ab – der WR6 war ein baugleiches, zweites Chassis. Wolf-Chefdesigner Harvey Postlethwaite konnte sich für die Konstruktion an den schnellsten Konkurrenzfahrzeugen, Lotus 78 und Ferrari 312T3, orientieren, da diese zum Zeitpunkt der Entwicklung bereits im Rennbetrieb eingesetzt wurden. Vom Lotus übernahm er das revolutionäre, umgekehrte Flügelprofil in den Seitenkästen. Dieses generierte unter Ausnutzung des negativen Bodeneffekts zusätzlichen Anpressdruck und ermöglichte damit deutlich höhere Kurvengeschwindigkeit als die zu dieser Zeit üblichen Fahrzeuge mit flachem Unterboden, funktionierte aber nicht so effektiv wie beim Vorbild. Als eigene Ergänzung wurden die Abgase des Motors mit einem ein spezielles Auspuffsystem unter das Fahrzeugheck geleitet, da sich davon weitere aerodynamische Vorteile versprochen wurden. Die dreieckige Fahrzeugnase mit Frontflügel wurde vom Ferrari abgeleitet, machte das Anbringen des Ölkühlers in dieser sonst üblichen Position aber unmöglich. Das Bauteil wurde daraufhin in die vordere Cockpitverkleidung integriert. Auffällig war der halbrunde und sehr breite Überrollbügel, wie er schon bei den Vorgängerfahrzeugen zum Einsatz kam. Insgesamt wurden im Wolf-Werk in Reading zwei Chassis aufgebaut.
Die WR5/WR6 wurden wie etliche andere Formel-1-Wagen dieser Zeit von dem Ford-Cosworth-DFV-Motor angetrieben, einer im Ursprung bereits 14 Jahre alten Konstruktion. Mit Vertrag vom März 1966 hatte sich Ford verpflichtet, im Gegenzug für die Namensnennung Cosworth Engineering £ 100.000 für die Entwicklung und Produktion dieses 3-Liter-Formel-1-Motors zur Verfügung zu stellen, beteiligte sich aber nicht weiter an Entwicklung und Produktion. Der Motor war als tragendes Teil in einen Gitterrohrrahmen einbezogen. Die Antriebskraft wurde über ein Hewland-Getriebe an die Hinterräder übertragen. Die Karosserie bestand aus Aluminiumblech.

## Lackierung und Sponsoring
In der Formel-1-Saison 1978 trat allein das Werksteam mit den WR5/WR6 an.
Die Wagen waren im Corporate Design des Markenauftritts der Produkte von Walter Wolf gehalten. Einen zusätzlichen Hauptsponsor gab es nicht. Die Grundfarbe war schwarz, die Akzente goldfarben. Dieses Farbschema ähnelte den Fahrzeugen des Team Lotus. Auffällig waren das große Logo von Wolf in rot sowie die Darstellung einer kanadischen Flagge auf den Fahrzeugseiten. Obwohl das Team eine Fabrik in Großbritannien unterhielt, startete es mit kanadischer Lizenz.

## Galerie

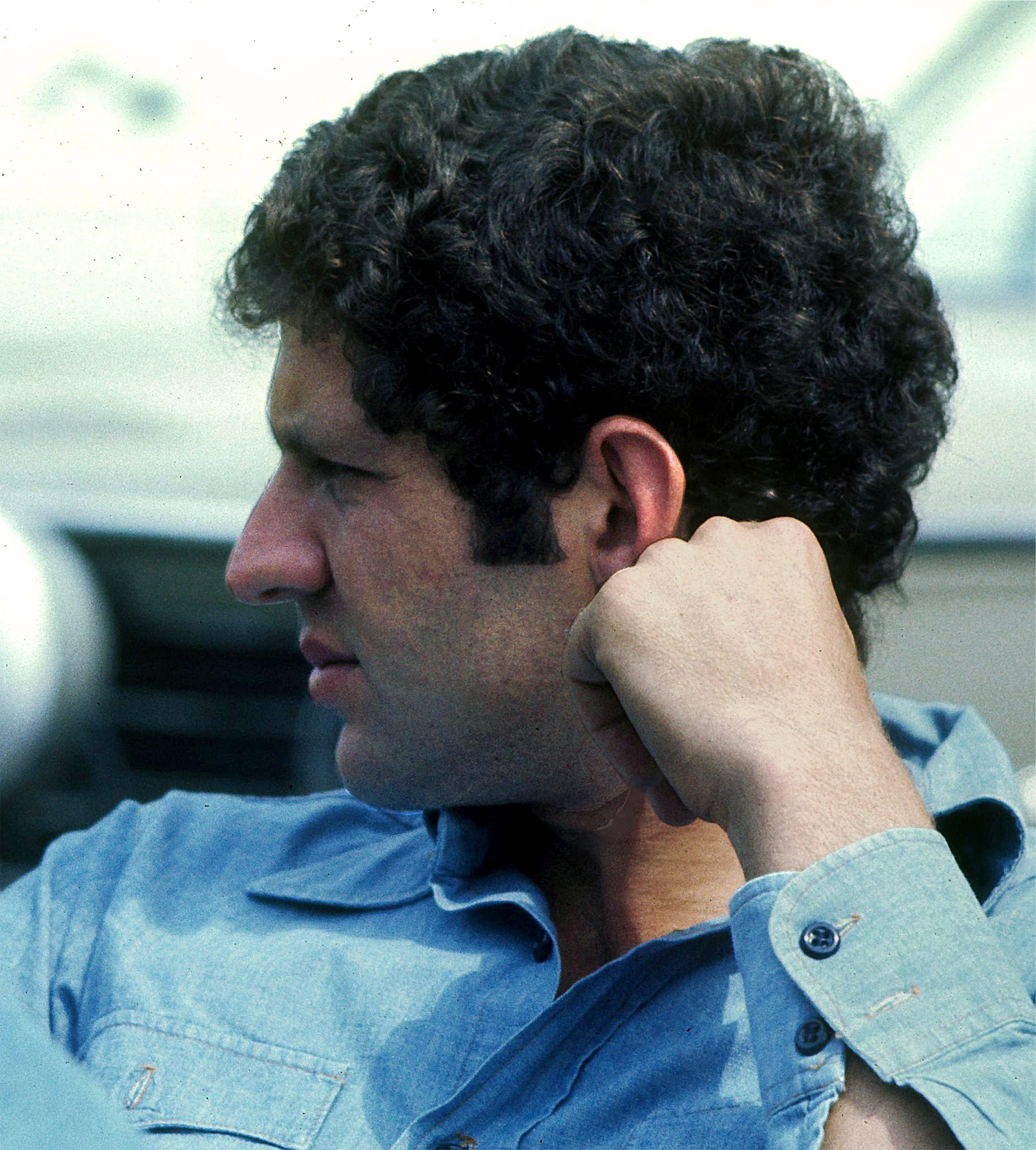
Drei Podien: Jody Scheckter
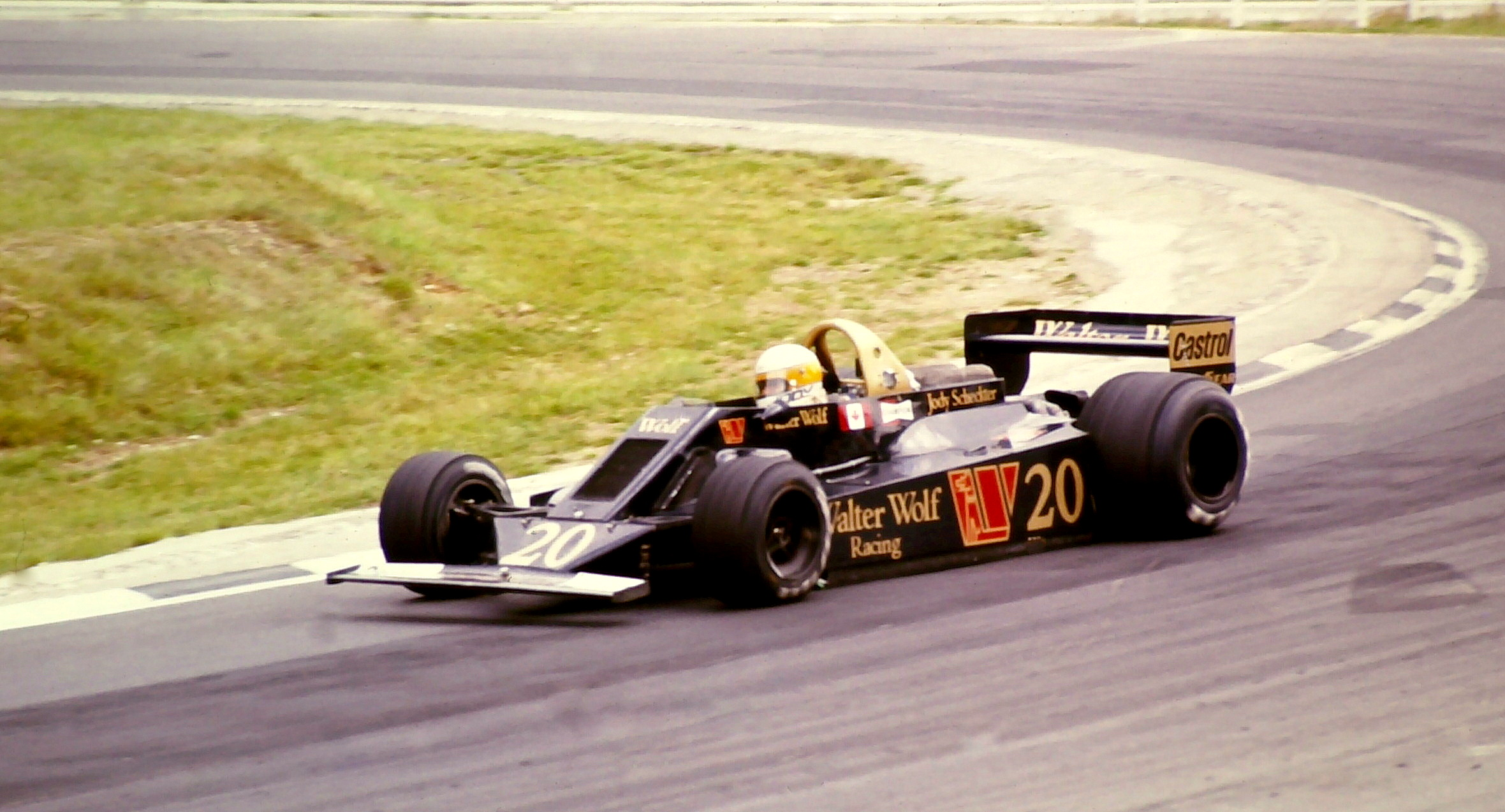
Scheckter im WR5 in Brands Hatch, 1978
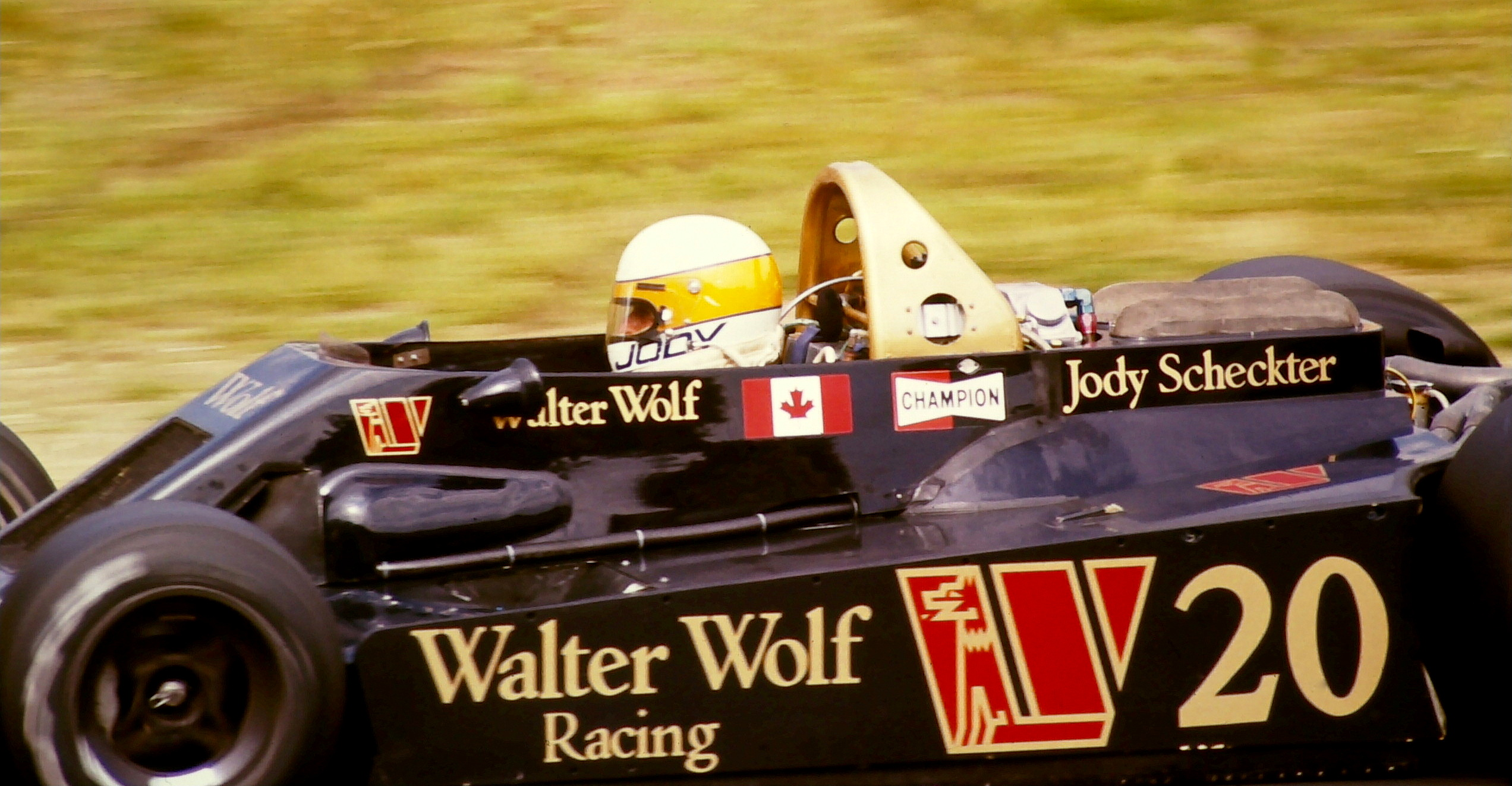
Nahaufnahme der Cockpitseite, 1978
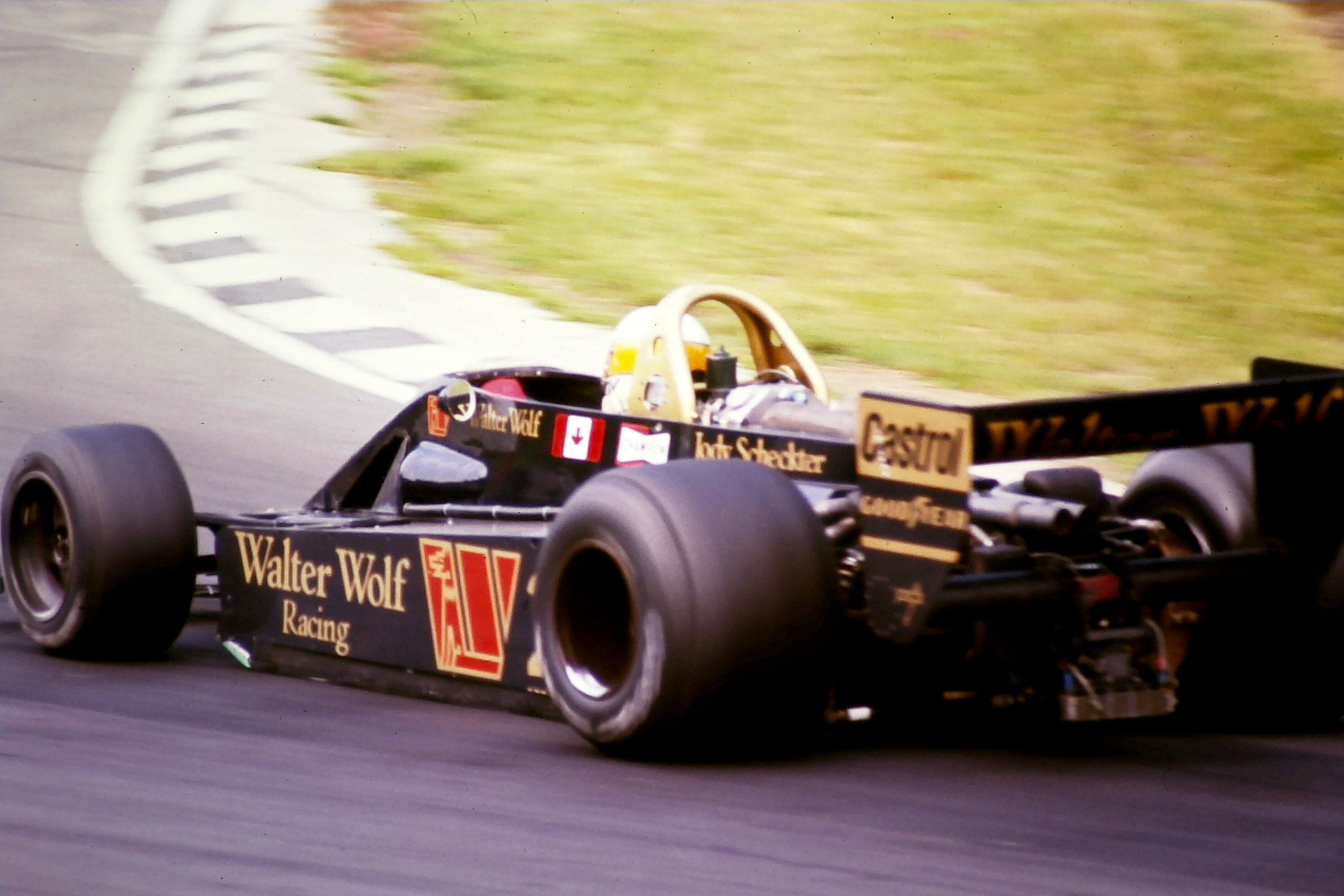
Heckansicht des WR5, 1978
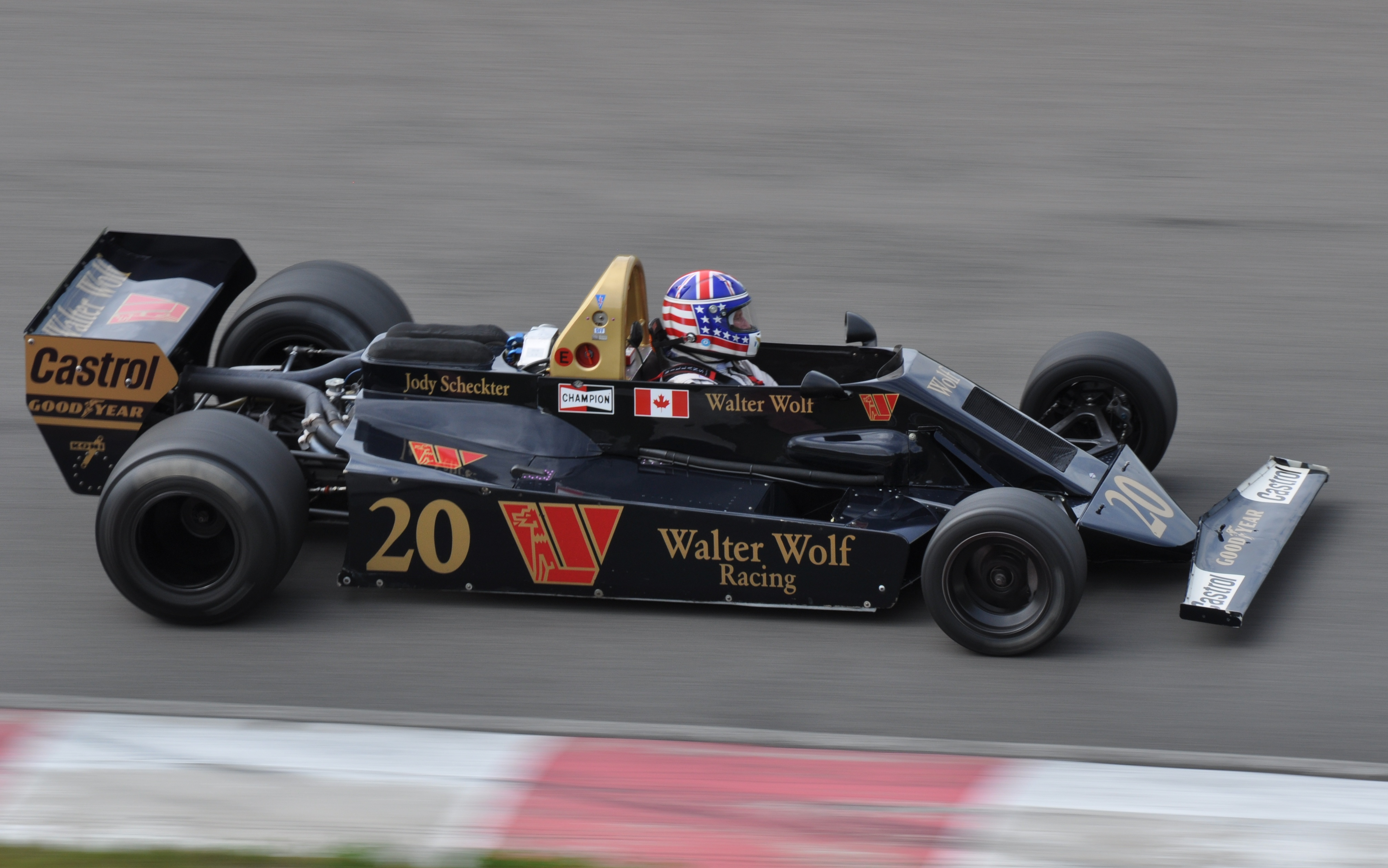
Historischer WR6 in Mont-Tremblant, 2009
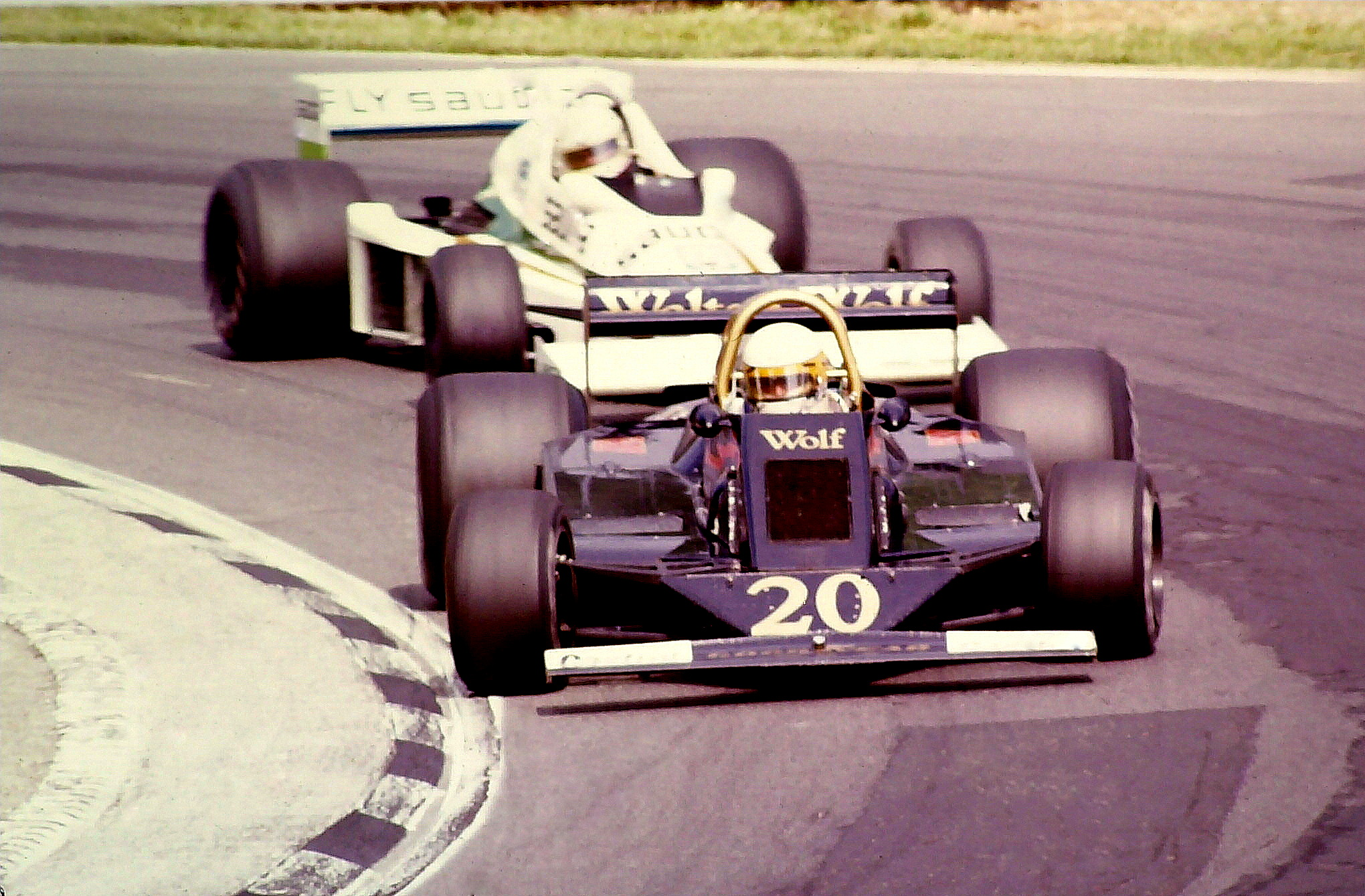
Scheckter (vorn) im Duell mit Alan Jones, 1978

## Ergebnisse
| Fahrer               | Nr.                  | 1 | 2 | 3 | 4 | 5  | 6   | 7 | 8   | 9 | 10  | 11 | 12  | 13 | 14 | 15 | 16  | Punkte | Rang |
| -------------------- | -------------------- | - | - | - | - | -- | --- | - | --- | - | --- | -- | --- | -- | -- | -- | --- | ------ | ---- |
| Formel-1-Saison 1978 | Formel-1-Saison 1978 |   |   |   |   |    |     |   |     |   |     |    |     |    |    |    |     | 24     | 5.   |
| Jody Scheckter       | 20                   |   |   |   |   | PO | DNF | 4 | DNF | 6 | DNF | 2  | DNF | 12 | 12 | 3  | 2   | 24     | 5.   |
| Bobby Rahal          | 21                   |   |   |   |   |    |     |   |     |   |     |    |     |    |    | 12 | DNS | 24     | 5.   |

| Legende  | Legende            | Legende                                                          |
| Farbe    | Abkürzung          | Bedeutung                                                        |
| -------- | ------------------ | ---------------------------------------------------------------- |
| Gold     | –                  | Sieg                                                             |
| Silber   | –                  | 2. Platz                                                         |
| Bronze   | –                  | 3. Platz                                                         |
| Grün     | –                  | Platzierung in den Punkten                                       |
| Blau     | –                  | Klassifiziert außerhalb der Punkteränge                          |
| Violett  | DNF                | Rennen nicht beendet (did not finish)                            |
| Violett  | NC                 | nicht klassifiziert (not classified)                             |
| Rot      | DNQ                | nicht qualifiziert (did not qualify)                             |
| Rot      | DNPQ               | in Vorqualifikation gescheitert (did not pre-qualify)            |
| Schwarz  | DSQ                | disqualifiziert (disqualified)                                   |
| Weiß     | DNS                | nicht am Start (did not start)                                   |
| Weiß     | WD                 | zurückgezogen (withdrawn)                                        |
| Hellblau | PO                 | nur am Training teilgenommen (practiced only)                    |
| Hellblau | TD                 | Freitags-Testfahrer (test driver)                                |
| ohne     | DNP                | nicht am Training teilgenommen (did not practice)                |
| ohne     | INJ                | verletzt oder krank (injured)                                    |
| ohne     | EX                 | ausgeschlossen (excluded)                                        |
| ohne     | DNA                | nicht erschienen (did not arrive)                                |
| ohne     | C                  | Rennen abgesagt (cancelled)                                      |
| ohne     | keine WM-Teilnahme |                                                                  |
| sonstige | P/fett             | Pole-Position                                                    |
| sonstige | 1/2/3/4/5/6/7/8    | Punktplatzierung im Sprint-/Qualifikationsrennen                 |
| sonstige | SR/kursiv          | Schnellste Rennrunde                                             |
| sonstige | *                  | nicht im Ziel, aufgrund der zurückgelegten Distanz aber gewertet |
| sonstige | ()                 | Streichresultate                                                 |
| sonstige | unterstrichen      | Führender in der Gesamtwertung                                   |